# Roma Gąsiorowska
Roma Gąsiorowska-Żurawska (sinh ngày 29 tháng 1 năm 1981 tại Bydgoszcz)  là nữ diễn viên và nhà thiết kế thời trang Ba Lan. Cô đóng vai "Sylwia" trong bộ phim Sala Samobójców (tạm dịch: Hội trường tự sát). Roma tốt nghiệp Học viện nghệ thuật sân khấu quốc gia AST ở Kraków. Khi còn là sinh viên, cô bắt đầu làm việc cho Sân khấu Rozmaitości. Bộ phim đầu tiên có sự góp mặt của cô là "Pogoda na Jutro" do Jerzy Stuhr làm đạo diễn.

## Sự nghiệp điện ảnh
Dưới đây là danh sách các bộ phim có sự tham gia của diễn viên Roma Gąsiorowska-Żurawska.

### Phim ảnh
- 2003: Pogoda na jutro trong vai Kinga Kozioł, con gái của Józefa
- 2004: Karol - Człowiek, który został Papieżem trong vai nữ diễn viên sân khấu trẻ
- 2005: Oda do radości trong vai Marta, bạn gái của Michał
- 2005: Wieża trong vai Magda, bạn gái của Mateusz
- 2007: Futro trong vai Olenka, quản gia của Maklowieccy
- 2008: Kochaj i tańcz trong vai trợ lý Remigiusz
- 2008: Wiem, kto to zrobił trong vai Karolina Mołek
- 2008: Rozmowy nocą trong vai Karolina, bạn của Bartek
- 2009: Jestem Twój trong vai Alicja, em gái của Marta
- 2009: Moja krew trong vai y tá
- 2009: Tatarak trong vai quản gia
- 2009: Moja nowa droga trong vai Alina
- 2009: Zero trong vai ngôi sao khiêu dâm
- 2009: Esterházy trong vai Ewa (lồng tiếng)
- 2009: Wojna polsko-ruska trong vai Magda
- 2011: Listy do M. trong vai Doris
- 2011: W imieniu diabła trong vai Michalina
- 2011: Sala Samobójców vai Sylwia
- 2011: Ki trong vai Ki
- 2012: Kac Wawa trong vai Sandra

### Truyền hình
- 2004: Klan trong vai một thiếu niên trong hiệu sách
- 2005: Egzamin z życia trong vai "Ruda", fan của "Perkoza"
- 2007: Pitbull trong vai Monika Grochowska
- 2007: Pogoda na piątek  trong vai người trông trẻ
- 2007: Prawo miasta trong vai Ewa, bạn gái của Buncol
- 2008–2009: Londyńczycy trong vai Mariola Monika Biedrzycka
- 2010: Ratownicy trong vai Karolina "Lara" Kitowicz

## Sân khấu

### Sân khấu truyền hình
- 2004: Klucz trong vai Lala
- 2004: Sceny z powstania... trong vai Łączniczka
- 2006: I. znaczy inna trong vai Nina
- 2006: Zorka trong vai Iza
- 2007: Doktor Halina trong vai Zosia

## Thành tựu
- Giải Sư tử vàng cho hạng mục nữ diễn viên chính xuất sắc nhất năm 2011 cho vai diễn Ki
- Giải thưởng Điện ảnh Ba Lan 2012 cho Nữ diễn viên chính xuất sắc nhất cho vai diễn Ki